# 亚珥拔
亚珥拔（Arpad）位于叙利亚西北部的一座古代城市。该城市现已不存在，其原址所在地今名塔尔里法特，位于阿勒颇以北30千米处。
旧约全书中多次提及亚珥拔：
- 列王纪下18:34（“哈马亚珥拔的神在哪里呢”[1]）
- 列王纪下19:13（“亚珥拔的王”）
- 以赛亚书10:9（“哈玛岂不像亚珥拔吗”）
- 以赛亚书36:19（“哈马和亚珥拔的神在哪里呢”）
- 以赛亚书37:13（“亚珥拔的王”）
- 耶利米书49:23（“哈马和亚珥拔蒙羞”）

前743年，亚述国王提格拉特帕拉沙尔三世率军侵入叙利亚。当时亚珥拔领导着一个由叙利亚各城邦组成的联盟，在乌拉尔图的支持下反抗亚述的侵略。但乌拉尔图在这次战争中被亚述击败，使叙利亚失去了保护。亚珥拔坚持抵抗了三年，最后被提格拉特帕拉沙尔三世攻陷。提格拉特帕拉沙尔杀戮了亚珥拔全城的居民并将城市夷为平地。